# Loi des fuites
On appelle « loi des fuites » (en espagnol : ley de fugas ; en catalan : llei de fugues) une modalité d’exécution extrajudiciaire consistant à tuer un détenu par arme à feu — généralement en lui tirant le dos — après l'avoir laissé s’échapper, et en le justifiant a posteriori sous le prétexte d’une évasion.
L’appellation de « loi des fuites » fut forgée en Espagne et le procédé fut utilisé avec une grande intensité dans la répression des troubles sociaux au début des années 1920, mais aussi lors de la guerre civile et de la dictature franquiste[réf. nécessaire].

## Répression des troubles anarchistes de 1919-1923
À partir de 1917, le régime de la Restauration entra dans une grave crise, notamment marquée par une exacerbation des tensions, amorcée avec la grève générale de 1917, opposant les autorités aux militants syndicalistes ouvriers. Les tensions persistèrent pendant plusieurs années, dégénérant sur un affrontement ouvert et des violences de rue entre les deux camps, dont la ville de Barcelone fut l’épicentre, avec une multiplication des assassinats et des attentats anarchistes. Au niveau international, cette période de troubles coïncidait avec la Révolution communiste en Russie, dont les classes dirigeantes redoutaient une possible contagion.
La loi des fuites fut amplement utilisée par les autorités espagnoles dans la répression du mouvement ouvrier anarchiste à Barcelone entre 1920 et 1923. Il semble que les pistoleros s’attaquaient surtout aux militants modérés du syndicat anarcho-syndicaliste CNT.
Du côté des autorités, l’utilisation systématique de la loi des fuites — accompagnée de détentions massives et de torture des prisonniers — fut mise en œuvre par le colonel Miguel Arlegui Bayonés, chef de la police de Barcelone, de concert avec le général Severiano Martínez Anido, homme réputé cruel et violent,, qui fut gouverneur militaire de Barcelone entre février 1919 et octobre 1920, puis gouverneur civil entre novembre 1920 et octobre 1922. Cette dernière nomination correspond à un changement de la politique gouvernementale qui choisit la voie de la répression,. Au cours des trois semaines qui suivirent sa nomination, 22 personnes furent assassinées dans les deux camps. Martínez Anido agissait avec le soutien de la majorité des hauts commandements militaires.
Le recours à la loi des fuites fut explicité et justifié explicitement par Miguel Primo de Rivera, alors capitaine général de Catalogne, comme « seul moyen » de « résoudre le problème [ouvrier] », dans un courrier adressé au chef du gouvernement Eduardo Dato le 21 février 1921. Dato fut assassiné à Madrid par des anarchistes le 8 mars suivant. Primo de Rivera dirigea une dictature entre 1923 et 1929, dont la mise en place fut largement soutenue par la bourgeoisie catalane et justifiée par la nécessité de lutter contre les troubles sociaux persistents,.
Martínez Anido eut recours à des hommes de main des Syndicats libres — organisation carliste menée par Ramón Sales (es), décrite par un militant anarchiste comme des « troupes de choc » du gouverneur, dont les membres étaient « prêts à tout » —, pour infiltrer la militance anarchiste dans une période où la CNT était interdite.
Plusieurs centaines de militants ouvriers (en général affiliés ou sympathisants de la CNT) furent exécutés par ce procédé. Parmi ceux-ci, on peut citer Evelio Boal (en), secrétaire général du syndicat interpelé le 10 mars 1921 et exécuté en vertu de la loi des fuites le 18 juillet suivant, José Canelas le 17 novembre 1921, ami intime de  Salvador Seguí, lui-même assassiné par des membres du Syndicat libre le 10 mars 1923, ou encore Francesc Layret (en), avocat républicain et catalaniste, qui fut lui aussi tué le 30 novembre 1920 par des hommes de main des Syndicats libres alors qu’il sortait de son domicile pour s’enquérir d’une opération de détention massive ordonnée par Martínez Anido — parmi les détenus figuraient notamment Seguí et les nationalistes catalans Lluís Companys et Martí Barrera —.
En octobre 1922, la police tendit un piège aux militants anarchistes en chargeant des hommes de main de préparer une fausse tentative d’attentat contre Martínez Anido afin de justifier une vague de répression. Ces derniers infiltrèrent un groupe anarchiste de Valence et leur fournirent de faux explosifs, en les convainquant qu’ils pourraient facilement assassiner le gouverneur civil. Les participants furent interpelés, parmi eux Amalio Cerdeño, à qui l’on appliqua la « loi des fuites », mais il ne mourut pas tout de suite et parvint à s’enfuir jusqu’à son domicile, où il fut plus tard interpelé. Avec d’autres militants, il fut interrogé par un juge, qui comprit ce qui s’était passé et en informa sa hiérarchie. Lorsque le premier ministre José Sánchez Guerra apprit que Martínez Anido et Arlegui Bayonés avaient prévu de tuer environ 200 anarchistes en réprésailles au faux attentat, il décida de les destituer tous deux.